# Ẃ
Ẃ (minuskule ẃ) je speciální písmeno latinky. Nazývá se W s čárkou. V současnosti se již nepoužívá, ale dříve se před jazykovou reformou používalo v dolnolužické srbštině, kde se četlo přibližně jako české Ú. V Unicode má majuskulní tvar kód U+1E82 a minuskulní U+1E83.